# Remy Schrijnen
Remi Schrijnen, né le 24 décembre 1921 à Kumtich et mort le 27 juillet 2006 à Hagen, est un homme politique ancien volontaire belge de la Légion flamande. Il est l'un des rares volontaires étrangers décorés de la Croix de chevalier de la croix de fer.

## Biographie
Avant la Seconde Guerre mondiale, Schrijnen est déjà un ardent nationaliste flamand et membre de l' Association nationale flamande. Pendant la guerre, il travaille d'abord en Bavière et tente de s'enregistrer auprès de la Waffen-SS lorsque l'Allemagne nazie envahie l'Union soviétique. Il est réformé parce qu'il est trop petit. Il se porte volontaire dans les troupes de montagne allemandes, où il commence sa formation en 1942. Le 1er août 1942, il est transféré à la Waffen-SS. En 1942, Schrijnen est estafette sur le front oriental dans la région de Leningrad.
Dans la Waffen-SS, Schrijnen atteint le grade d'Unterscharführer (« sergent ») dans la  6eSS-Freiwilligen-Sturmbrigade « Langemarck ». Il détruit plusieurs chars russes (entre 7 et 11) à Narva. Pour cela, il reçoit sa croix de chevalier. 
À la fin de la guerre Schrijnen est fait prisonnier de guerre. Il a été condamné à mort pour trahison, mais il est gracié et libéré sur parole en 1950. Il participe à des « marches d'amnistie » en Belgique, au cours desquelles la libération de collaborateurs est demandée. Ces manifestations se soldent régulièrement par des émeutes et des violences. Plus tard, il émigre en République fédérale d'Allemagne . En s'engageant dans l'armée allemande, il obtient la nationalité allemande. Dans les cercles radicaux de droite, Schrijnen est admiré, il est surnommé « le dernier chevalier de Flandre ». C'est également le titre d'un livre paru à son sujet en 1998.

## Décorations
- Croix de chevalier de la croix de fer le 21 septembre 1944 pour son service en tant que « SS- Sturmmann et Richt-Schütze im 3. Kompanie / SS-Freiwilligen-Sturmbrigade », au Front de l'Est[2]

- Croix de Fer 1939 , 1re classe (3 août 1944) et 2e classe (25 mai 1944)[2]

- Insigne de blessure en or, argent et noir[2]
- Insigne d'assaut d'infanterie en argent[2]
- Insigne d'honneur du parti Rex[2]

- Badge de fidélité R. Tollenaere[2]

## Littérature
- Allen Brandt: Le dernier chevalier de Flandres The last Knight of Flanders. Remy Schrijnen and his SS-Legion „Flandern“ / Sturmbrigade „Langemarck“ comrades on the Eastern Front, 1941-1945. Schiffer Publishing, Atglen PA 1998,  (ISBN 0-7643-0588-3).

- Jonathan Trigg: SS Flamands : L'histoire de la 27e division SS de grenadiers volontaires Langemarck . Jourdan Editions,  (ISBN 2874661287).